# 프란코 알비니

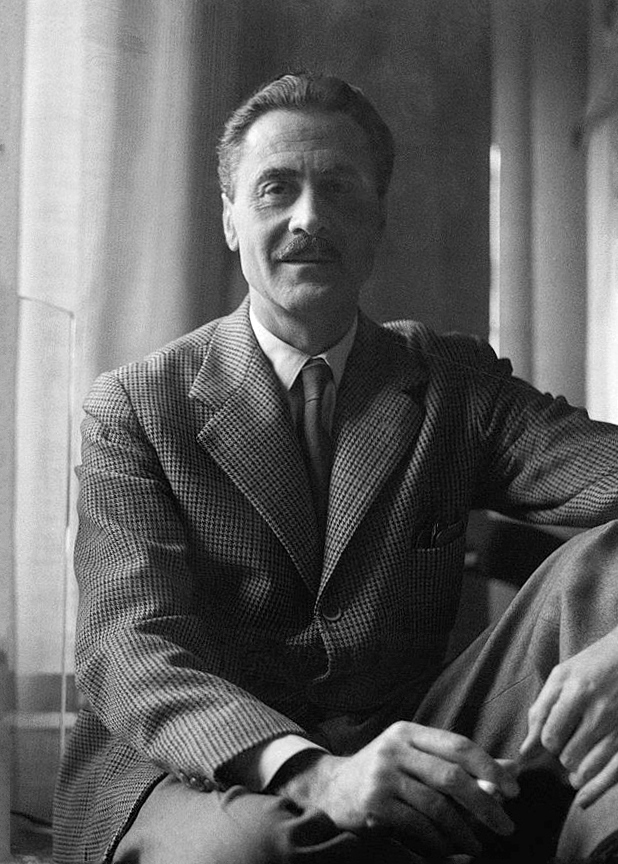
1956년의 프란코 알비니

프란코 알비니 (Franco Albini, 1905년 10월 17일 ~1977년 11월 1일)는 이탈리아의 신이성주의 건축가, 디자이너이다.
밀라노 부근에 자리한 로비아테 토박이로 태어난 알비니는 1929년 밀라노 공대에서 건축학 학위를 받고, 조 폰티에서 일하면서 전문경력을 시작했다. 밀라노 트리엔날레 보관됨 2010-03-17 - 웨이백 머신에서 작품을 전시하기 시작했고, 1930년에 이르러서는 자신만의 작업실을 열었다.
근대 가구 디자인은 알비니의 작품들을 통해 이탈리아의 전통적인 장인정신에 새로운 형태의 모더니즘을 더하게 되었다. 알비니는 작품을 제작할 때 자연 그대로의 비싸지 않은 재료들을 사용했다. 또한 그는 굉장히 발달된 이탈리아의 장인 기술을 사용했는데, 단순미에 기반을 둔 우아한 디자인이기도 했다.
맨 처음에 성공을 거둔 작품 중 하나는 1939년에 디자인한 라디오가 있는데, 유리로 만든 상자로 이루어져 내부 부품들을 보이게 하도록 했다.
1928년 알비니는 이제는 아이콘이 된 '알비니 데스크'를 디자인했는데, 철과 유리, 나무로 구성되어 굉장히 간단화된 균형미를 갖추었다. 이 책상은 1949년 크놀 사가 선보였다. 1950년에는 엮은 줄기로 만들어진 유명한 '마르게리타' 의자와 '갈라' 의자를 디자인하여 유행을 타기도 했다. 1952년에는 아르플렉스 사의 '피오렌차' 안락의자를, 1955년과 1956년에는 포지 사의 '루이사' 의자와 긴 흔들의자를 각각 디자인했다.
1960년대 들어 알비니는 산업 디자인은 물론 주요 건축 프로젝트에서도 작업했다. 1961년 알비니는 로마 리나셴테 빌딭을 디자인했다. 3년 후인 1964년에는 전문가 일원으로 여러 밀라노 지하철역의 디자인에 참여했다. 같은 해 브리온베가에서 그가 제작한 텔레비전 세트가 밀라노 트리엔날레에 전시됐다. 그리고 아르텔루체 사의 여러 전등을 디자인했다.
알비니가 일했던 회사로는 브리온베가, 카시나, 아르플렉스, 아르텔루체, 포지 등이 있다.
알비니는 건축 실내 디자이너이기도 했으며, 특히 1945년 밀라노에 위치한 '차니니 푸르 샵'을 디자인했다. 1945년부터 1946년까지는 이탈리아의 잡지 《카사벨라》에서 저자와 편집자로 일했다.
알비니는 이탈리아에서 가장 저명한 디자인 상인 콤파소 도로 상을 세 번 수상했다.